# Ottomány-kultúra

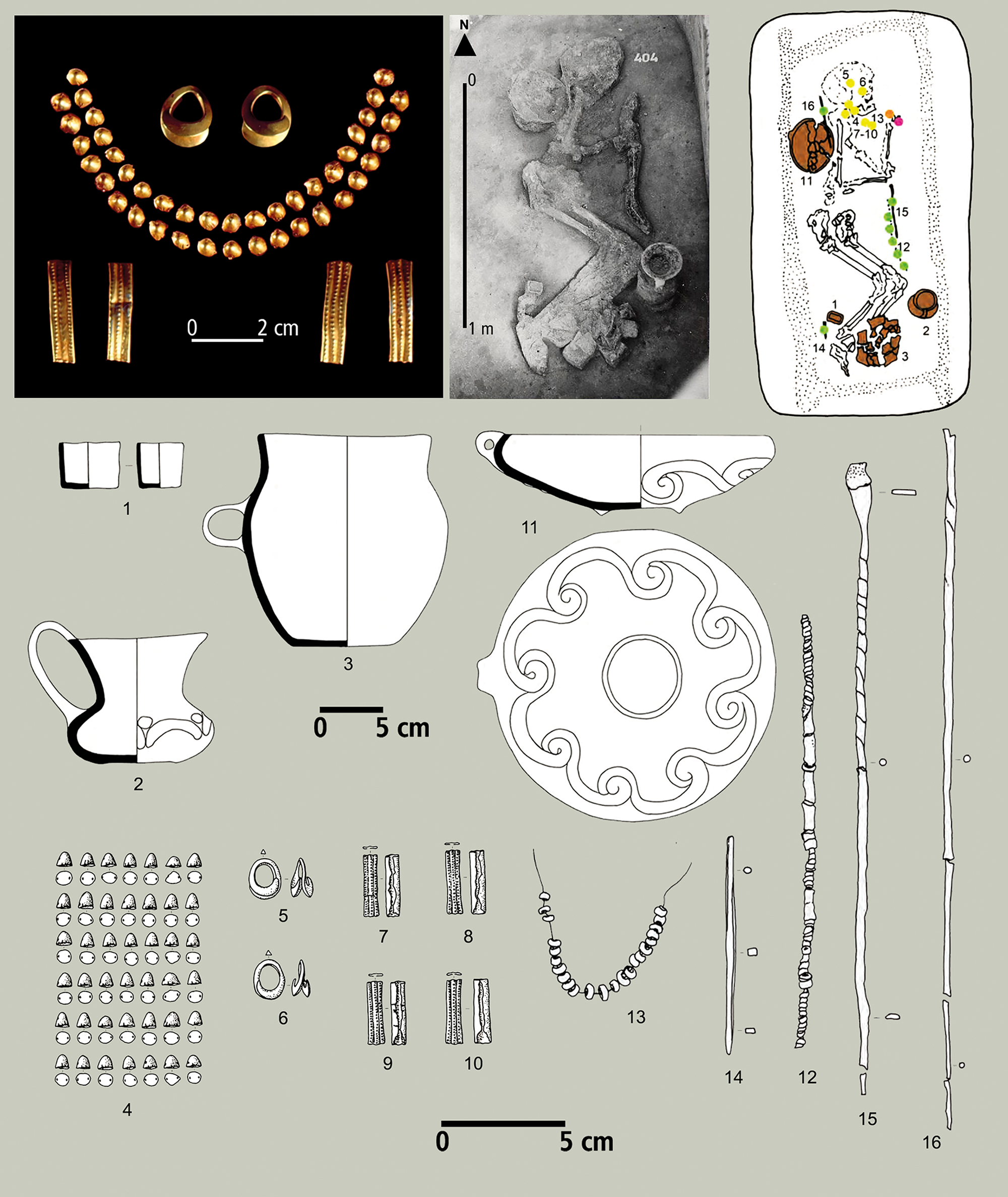
Ottomány-kultúra emlékei Füzesabonyból

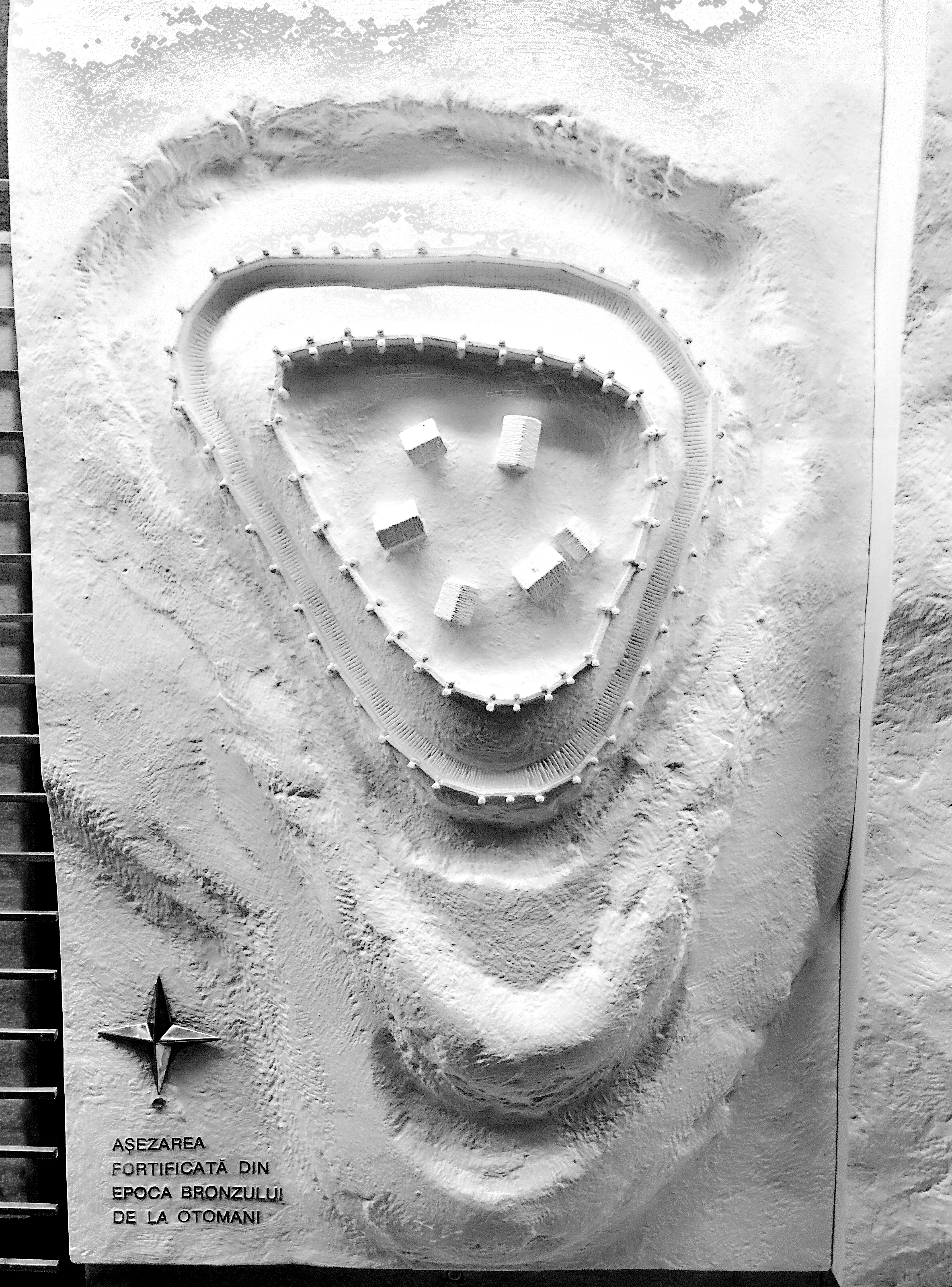
Bronzkori Ottomány-kultúra

Az Ottomány-kultúra, vagy a romániai Otomani-kultúra, illetve a magyarországi Otomani-Füzesabony-kultúra egy kora bronzkori kultúra mely Közép-Európában (Kr. e. 2100-1400 körül), amely a mai Románia területén, Bihar megyében található.

## Nevének eredete
Nevét a ma Romániához tartozó Ottomány (románul: Otomani) település közelében fekvő lelőhelyről kapta. Az Ottomány-kultúra középső bronzkori időszakát Kelet-Magyarországon és Nyugat-Romániában (i. e. 1750 körül és i. e. 1400 között) Gyulavarsánd kultúrájaként is ismerik.

## A kultúra területi kiterjedése
Az Ottomány-kultúra Kelet-Magyarországon, Kelet-Szlovákiában, a nyugat-romániai Crișanában, Nyugat-Ukrajnában - Kárpátalján (Zakarpatszkaja terület - a Kárpátok egy szakaszán belül) és Délkelet-Lengyelországban (a Kárpátok egy szakasza és a környező területek) volt elterjedt. A feltárt adatok szerint az Ottomány-kultúra emberei biztosították az egykori Borostyánút néven ismert terület középső szakaszát, amit bizonyít az is, hogy az Ottomány-lelőhelyeken gyakran találnak borostyánt. Az Ottomány-kultúra terjeszkedése a hatvani kultúra végéhez kötődik.

## Lakóhely, települések, lakóhely és anyagi kultúra

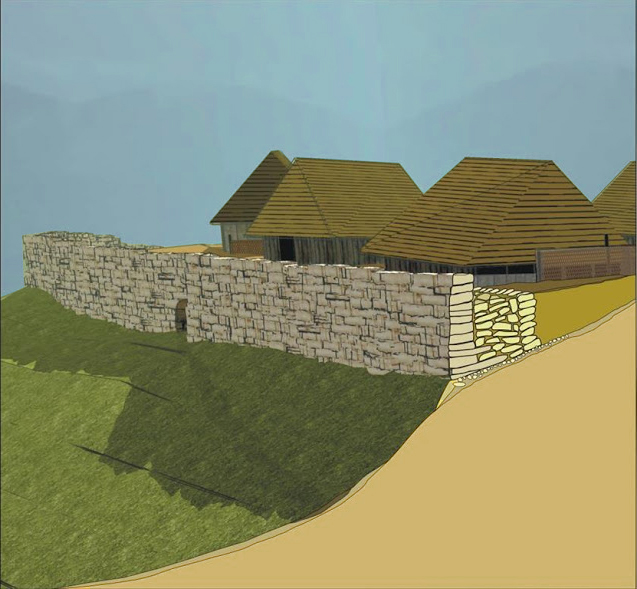
Erősített település Góra Zyndrama, Lengyelország, Kr. e. 1750

E hatalmas területekre kiterjedt kultúrához tartozó egykori emberek folyópartok mentén és völgyekben telepedtek le, valamint olyan stratégiai fontosságú helyeken is, mint az erődített településekhez használt hágók és dombok. Egyes helyeket, például barlangokat és természetes forrásokat kultikus tevékenységekre használtak.
Ez a kultúra a romániai Wietenberg-kultúrával, az Unetice-Madarovce-Veterov-Boh-kultúráva volt egyidős.
E kultúra magas kulturális színvonalát leginkább az erődített települések mutatják, amelyek igen fejlett védelmi építészettel rendelkeztek, beleértve az árkokat, kőfalakat, bástyákat, tornyokat és bonyolult kapukat, amelyeket bástyák védenek, valamint az urbanisztikusan szervezett (1, 2 vagy 3 szoba) házak, a síkvidéki településeken való elhelyezés (az agyagból készült házak következetes használata, ami egy mesterséges dombot hoz létre sok rétegtani szinttel), a fémfeldolgozás magas szintje (bronz, arany, ezüst), a csont- és agancsagancsmegmunkálás magas szintje (beleértve az agancsból készült lóhám elemeit is), kifinomult kerámia, amelyet gyakran az őskori Európa egyik legkiválóbb kerámiakultúrájának tartanak, gyönyörűen díszített amforákkal, korsókkal, széles tálakkal, kis csészékkel, tejfeldolgozó kerámiával és piraunoi - hordozható kerámia kemence|kemencékkel, amelyek gazdagon díszítettek, és amelyeket gyakran úgy értelmeznek, hogy nemcsak profán, hanem kultikus tevékenységekre (füstölő égetésére) is használtak.
Az oszományi kerámia néhány jellegzetes vonása a spirális vagy kör alakú motívumokkal való díszítés, a gazdag plasztikus ornamentika, a hullámmintázat vagy a „futó spirálok” mintázatának használata, a kerámia csiszolása a „fémes hatás” elérése érdekében és a magas égetési hőmérséklet.
A fémművességet arany ékszerek, főként fülbevalók, apró tárgyak (tűk, személyes díszek, apró szerszámok - tűk, tőrök), a katonai tárgyak közé csatabárdok, lándzsahegyek, tőrök, kések és nyílhegyek tartoznak. Bár a sarló és a munkabárdok esetében még mindig széles körben használtak követ.

## Fordítás
- Ez a szócikk részben vagy egészben  az   Ottomány culture című angol Wikipédia-szócikk fordításán alapul.  Az eredeti cikk szerkesztőit annak laptörténete sorolja fel. Ez a jelzés csupán a megfogalmazás eredetét és a szerzői jogokat jelzi, nem szolgál a cikkben szereplő információk forrásmegjelöléseként.